# 洛伊·哈勒戴
哈利·李洛伊·哈勒戴三世（英語：Harry Leroy Halladay III，1977年5月14日—2017年11月7日），通稱洛伊·哈勒戴（Roy Halladay），生於美國科羅拉多州丹佛市，美國職棒大聯盟球員，守備位置為投手。綽號「大夫」（Doc，又譯為外科醫師）。他於1995年被多倫多藍鳥隊選上，於1998年登上大聯盟。他在2002年球季獲選美國職棒大聯盟全明星賽；該年球季總成績為19勝7敗、防禦率2.93和三振168人，此後亦曾多次入選全明星陣容。他是2屆賽揚獎得主（2003年、2010年），曾投出完全比賽（2010年5月30日，對陣佛罗里达马林鱼）與無安打比賽（2010年10月6日，於國聯分區系列賽面對辛辛那提紅人）。2017年11月7日，因墜機事故逝世。

## 生平

### 早年
哈勒戴生於美國科羅拉多州丹佛市，在阿瓦達成長。哈勒戴的爸爸在一家食品加工公司擔任駕駛員，媽媽是家庭主婦。哈勒戴自小便喜愛棒球，嘗試過每一個守備位置。14歲時，哈勒戴已經成為一位成功的投手，從而吸引了大聯盟球探的注意。1995年，哈勒戴於阿瓦達西方高校（Arvada West High School）畢業，之後經由大聯盟選秀加入多倫多藍鳥。

### 職業生涯

#### 多倫多藍鳥
1998年–2002年
哈勒戴在1995年大聯盟選秀被多倫多藍鳥選中（第1輪第17名），於1998年9月登上大聯盟。在9月27日第二場面對底特律老虎的先發中，哈勒戴便投出了8+2⁄3局的無安打比賽，以技驚四座的表現拿下生涯首勝。2000年球季，哈勒戴在19場的比賽中（13場為先發）僅有10.64防禦率的成績，因而在2001年球季季前被送到小聯盟1A球隊Dunedin Blue Jays重新調整。當時哈勒戴的快速球球速常可催動到95英哩以上，但是並沒有足夠的尾勁，且容易投到好球帶偏高的位置。他接受藍鳥隊前投手教練Mel Queen的調整，改變投球方式，由上肩投球變更為四分之三的投球法，更能增加自己出手時的隱蔽性，並有利快速球下沉的威力。這個改變使哈勒戴成為了優秀的滾地球投手，他在球季中便重返大聯盟先發輪值行列。
2001年的16場先發比賽中，哈勒戴繳出5勝3敗、防禦率3.19的成績。2002年是哈勒戴突破的一個球季，在239+1⁄3局投球中繳出了19勝7敗、防禦率2.93和168次三振的成績，並第一次獲選進入全明星賽。
2003年–07年
2003年是哈勒戴生涯迄今為止最成功的一年，除了入選明星賽之外，在266局的投球局數中，繳出了22勝7敗、204次奪三振、32個保送和防禦率3.25的成績，三振和保送比為6.38。球季結束以後，哈勒戴獲得美聯賽揚獎肯定。
2004年，哈勒戴因右肩問題進入傷兵名單，這一年只投了133局，拿下8勝8敗、防禦率4.20和39次保送的成績。2005年，哈勒戴在上半球季投出不錯的成績，19場先發中投出12勝4敗、防禦率2.41的成績，是美聯表現最好的投手，今年同樣獲選進入明星賽，並有機會成為明星賽先發投手，被看好有機會獲得個人第二座賽揚獎。7月8日，在比賽中被遊騎兵左外野手Kevin Mench的平飛球擊中腳部，因而進入傷兵名單，提前結束球季。
2006年3月16日，哈勒戴和藍鳥簽下3年40,000,000美金的延長合約，這一年共拿下16勝，也是哈勒戴第4次入選明星賽。今年哈勒戴的三振數量比起過去較少，但他在滾飛比、完投和投球局數等項目仍名列美聯前矛。
2007年4月，哈勒戴獲得美聯單月表現最佳投手，這個月拿下4勝0敗，其中表現最好的一場比賽是對老虎投10局失1分拿下勝投，但是在5月哈勒戴表現下滑，只投了17+1⁄3局，這個月因急性盲腸炎進入傷兵名單，在5月31日回到球場面對芝加哥白襪，投7局拿下勝投，這也是哈勒戴職業生涯的第100勝。6月10日跨聯盟對洛杉磯道奇的比賽中，擊出中外野滾地球安打，獲得職業生涯的第1分打點。
2008年
這一年哈勒戴獲選為球隊連續第6年的開幕戰先發投手，但未能取得勝投。今年哈勒戴總共有9場的完投，但期間獲得隊友的火力支援甚少。6月20日對匹茲堡海盜的比賽中，哈勒戴被一顆平飛球擊中手以後，被三壘手隊友史考特·羅倫接住，這局結束以後哈勒戴回到休息區接受檢查，並沒有嚴重的影響。7月11日，哈勒戴完投完封勝洋基，這是生涯的第38次完投，這一年哈勒戴再次獲選為明星賽的選手。哈勒戴球季的最後一場先發面對洋基，完投9局拿下勝投。
今年哈勒戴的每局被上壘率為1.05，三振和保送比為5.28，在賽揚獎的投票中居第2位，僅次於克里夫蘭印地安人的克里夫·李 。今年投出生涯最多的206次三振和2.78的防禦率，能有如此亮眼的成績在於哈勒戴除了以切球有效解決打者以外，也能以曲球解決打者 （页面存档备份，存于）。
2009年

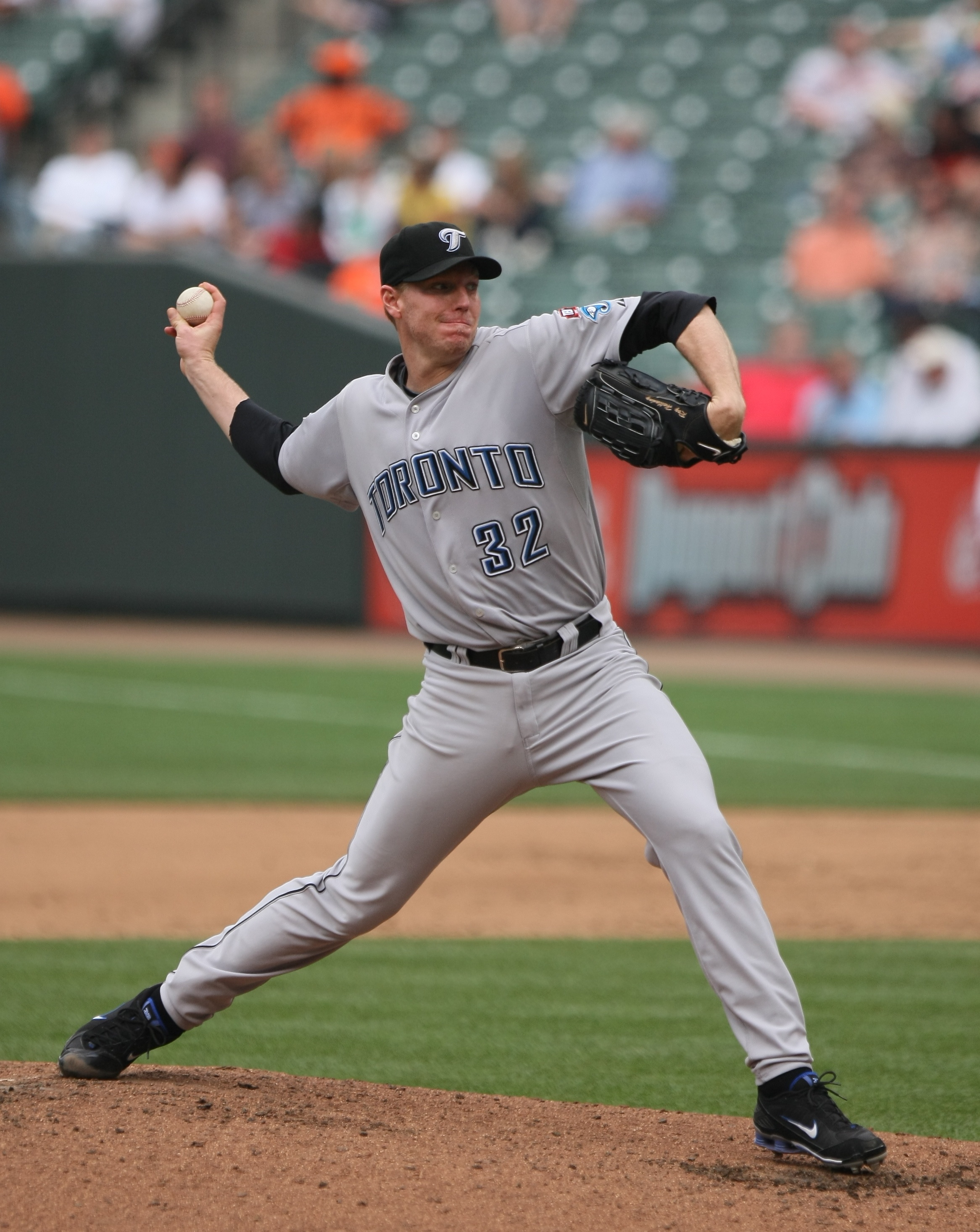
2009年於多倫多藍鳥時期

4月6日，哈勒戴獲選為球隊開幕戰投手，於主場面對老虎，這是個人生涯的第7次，同時也打破隊史的紀錄，比賽結果以12：5獲得勝投。在下兩場先發對克里夫蘭印地安人和明尼蘇達雙城皆獲得勝投，第4場先發面對德州遊騎兵才吞下敗投，在9場先發裡面獲得8勝1敗，防禦率2.75的優秀成績。哈勒戴至目前為止，職業生涯的勝率為0.673，僅次於Lefty Grove。100位棒球專家皆認為，哈勒戴極有機會進入棒球名人堂 （页面存档备份，存于）。7月2日，於主場面對洛杉磯天使的比賽中，哈勒戴投出職業生涯新高的單場14次三振，更力投9局，以6：4拿下勝投。7月4日於主場面對洋基，再次完投9局，但以比分3：5吞敗，也終止個人跨季對洋基的六連勝。7月5日，哈勒戴獲選為明星賽先發，在比賽中投球2局，無關勝敗。9月2日，於主場面對洋基的比賽，投出生涯第二個完投9局只被打出1支安打的比賽，無緣投出無安打比賽，最後以6：0獲得完投完封勝。9月25日於主場面對雙城，雖然完投9局，但因隊友火力不幫忙，最後以1：4吞下完投敗。9月30日為今年球季的最後一次先發，於客場面對波士頓紅襪，完投9局只被擊出3支安打，最後以12：0大勝紅襪，拿下個人的完投完封勝，這也是今年的連續兩場完投完封勝。2009年球季哈勒戴繳出17勝10敗、防禦率2.79和9場完投的成績，也投出生涯新高的208次三振。
12月16日，藍鳥經由四隊交易將哈勒戴交易至費城費城人。在交易後，費城人隨後和哈勒戴簽下3年60,000,000美金的延長合約。

#### 費城費城人
2010年

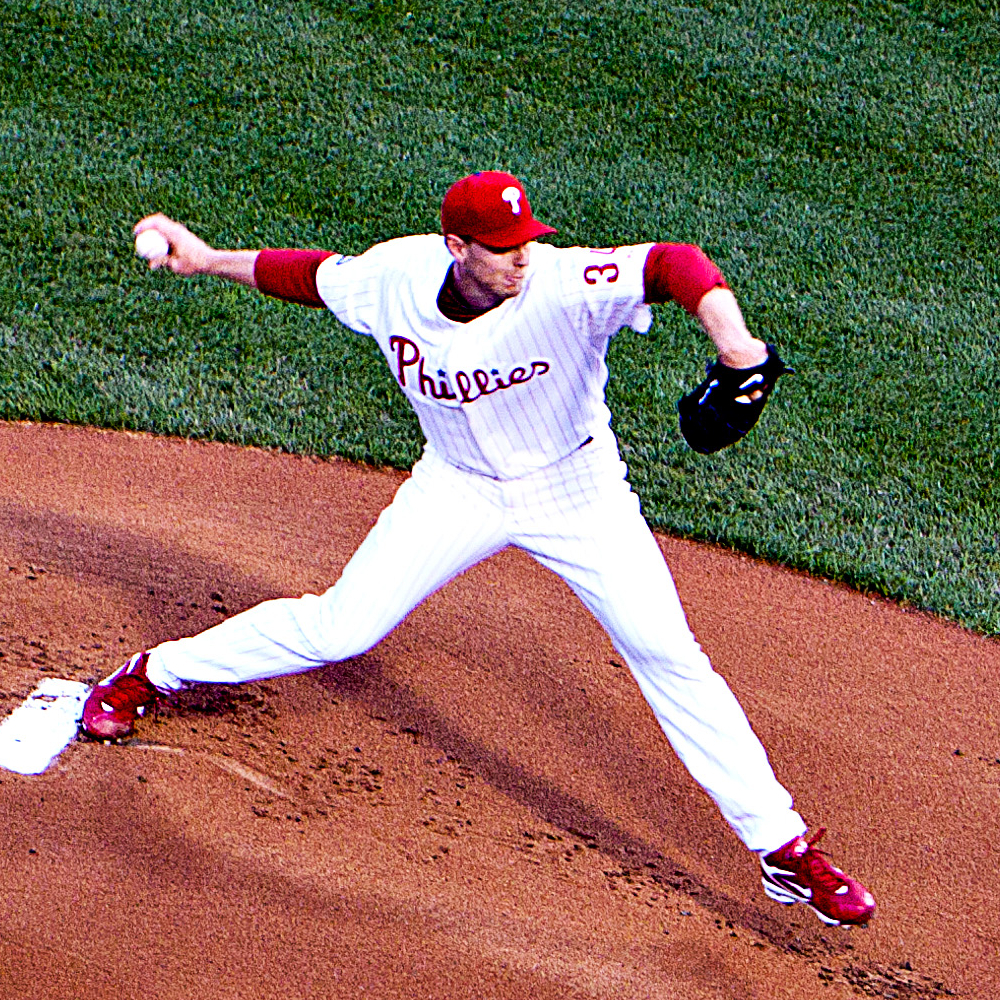
2010年投球英姿

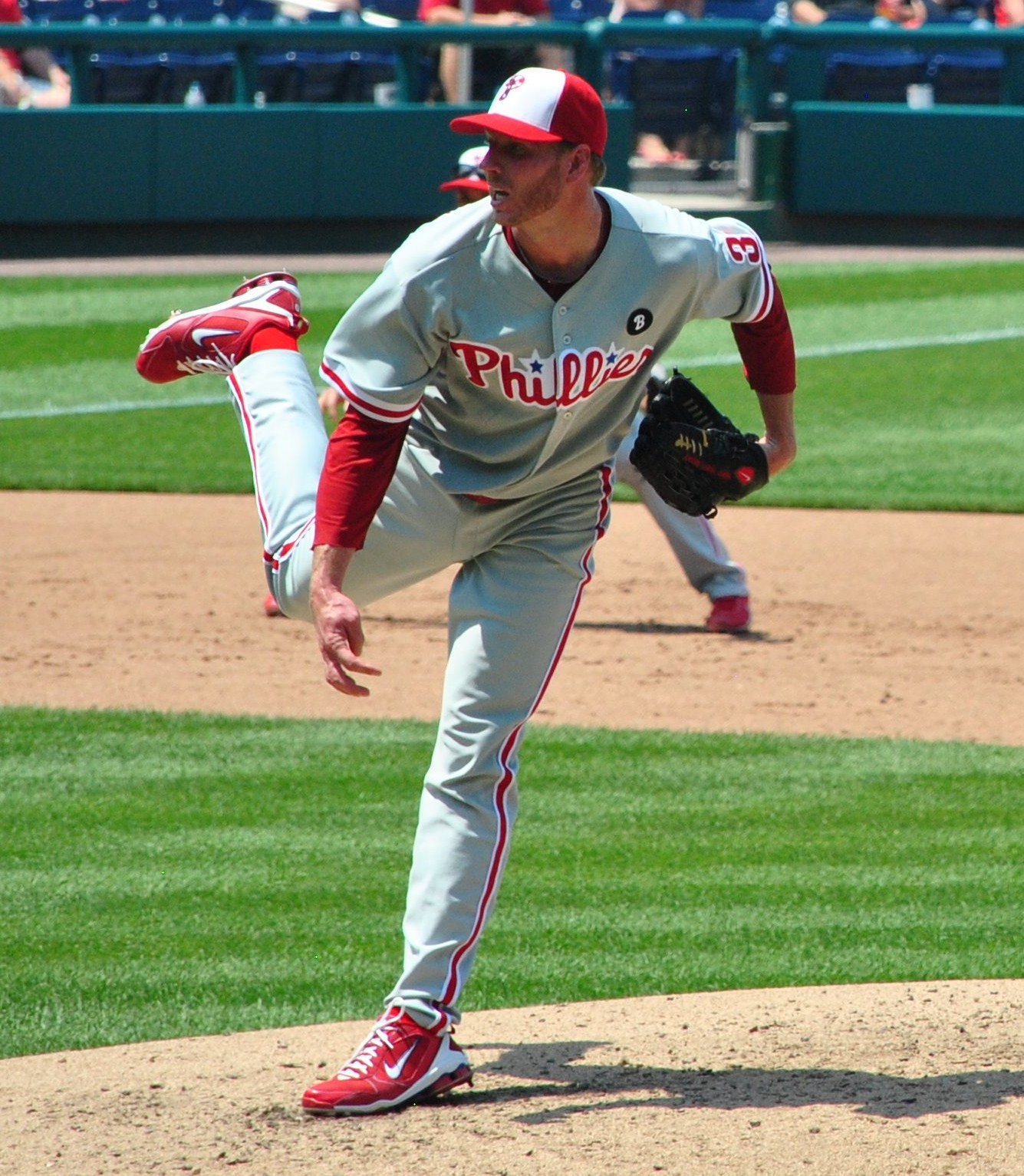
2011年於費城費城人時期

2010年5月29日，哈勒戴作客於佛羅里達馬林魚的主場硬石體育場出賽，投出大聯盟史上第20場完全比賽，包含11次三振，共用了115球（72個好球），率費城人以1比0完封馬林魚。10月6日，哈勒戴在國家聯盟分區賽第1場面對辛辛那提紅人，投出了無安打比賽，成為大聯盟史上第1位在季後賽初登板就達成無安打的球員。這是大聯盟史上第2個季後賽的無安打比賽，哈勒戴個人則成為史上第1位在例行賽投出完全比賽，季後賽再投出無安打的投手。球季結束以後，哈勒戴以賽季21勝10敗及防禦率2.44的成績被選為國家聯盟賽揚獎的得主，是大聯盟歷史上第5位在兩個聯盟皆獲獎的選手。
2012年–13年

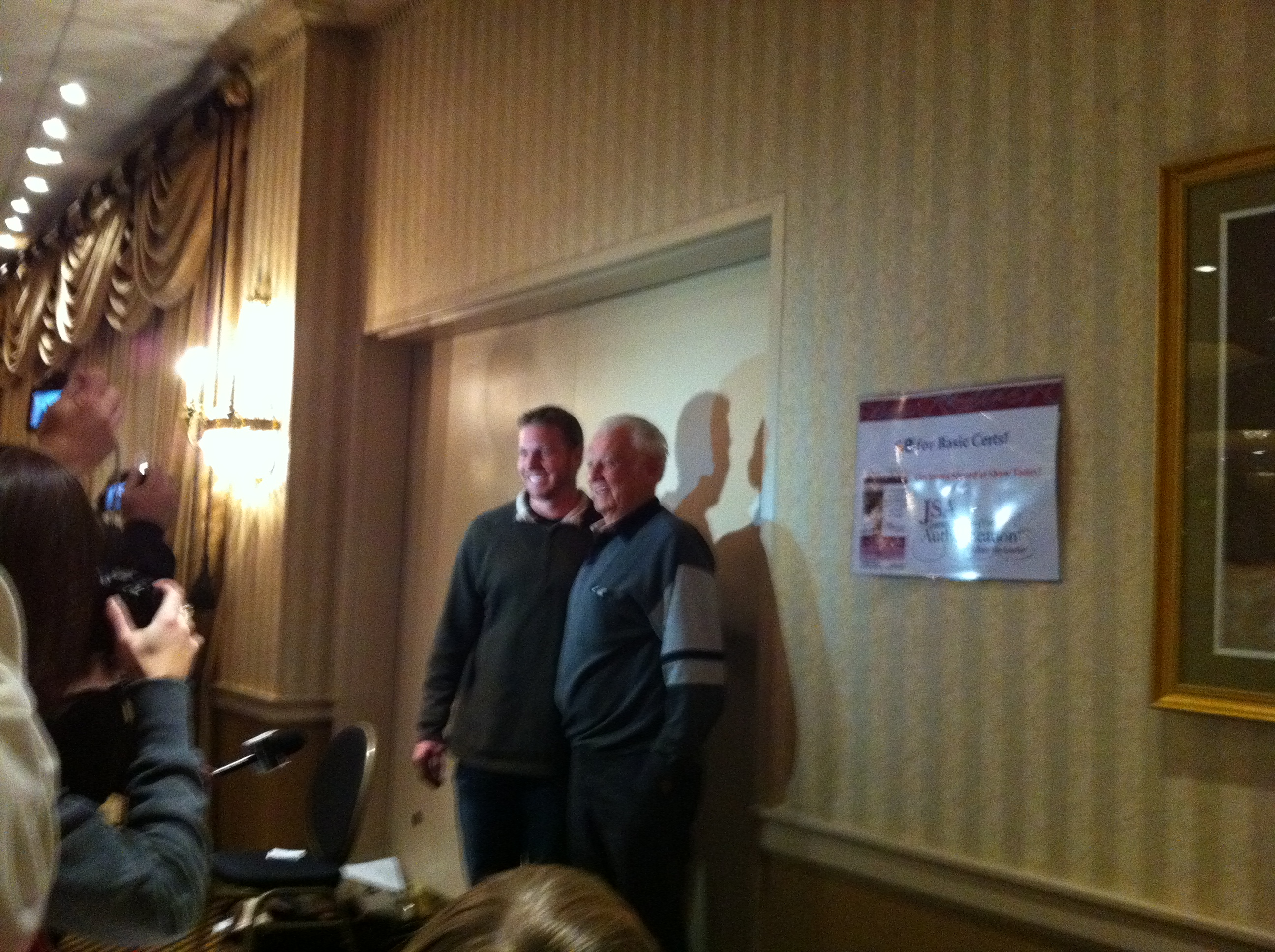
哈勒戴和唐·拉森合影

2012年球季開始，因肩傷與背傷影響，上場時間大幅減少。
2013年4月15日，費城人對馬林魚，哈勒戴擔任先發投手，以8局失1分拿下本季首勝，達成生涯200勝，在現役投手中，僅次於安迪·派提特（247勝）。5月動手術清除右肩骨刺，並修補破損的肩關節唇。
受傷病之苦，2013年球季只有出賽13場。在2013年球季結束後，因右肩嚴重受傷以及椎間盤磨損壓迫神經，加上想更專注於家庭，洛伊·哈勒戴於12月9日宣布退休。多倫多藍鳥與哈勒戴簽下一日合約，讓哈勒戴以多倫多藍鳥球員的身分退休。總計哈勒戴的生涯成績為203勝105敗，防禦率3.38，局數2,749+1⁄3，三振數2,117。

### 早逝
2017年11月7日，哈勒戴死於其私人飛機ICON A5墜入墨西哥灣的事故中，享年40歲。

## 技術特點
哈勒戴為大聯盟廣為人知的伸卡球投手，於全盛期他的伸卡球不只擁有強烈的下沉尾勁，亦能穩定投在平均91至94英哩的高速；憑藉著其出色的伸卡球與精準的控球，總是能十分有效率地使打者出局。另外他也擅投切球，以此球路搭配伸卡球遊走於本壘板兩側。直至2009球季的大半生涯中，曲球為哈勒戴的主要奪三振球路，有著優良的品質能讓打者揮空，另外也搭配少量的指叉球與變速球（此二球路的配比合計大約不到配球的5％）。2010年球季，哈勒戴與投手教練Rich Dubee一同研究，並改變了他的變速球握球，實際上這是一種指叉球的握法，哈勒戴很快地將此球路於實戰中發揮功用，成為他除了曲球之外的另一大變化球路，該季的K/9（每九局三振率）也達到7.86，是個人達到規定投球局數球季中的新高。以數據論，他是滾地球型投手，亦擁有不俗的三振保送比。

## 生涯成績
| 年度 | 球隊 | 背號 | 勝場 | 敗場 | 防禦率 | 場次 | 先發 | 完投 | 完封 | 中繼 | 救援 | 局數      | 被安打 | 被全壘打 | 四壞 | 三振  | WHIP |
| 1998 | TOR  | 52   | 1    | 0    | 1.93   | 2    | 2    | 1    | 0    | 0    | 0    | 14        | 9      | 2        | 2    | 13    | 0.79 |
| 1999 | TOR  | 32   | 8    | 7    | 3.92   | 36   | 18   | 1    | 1    | 2    | 1    | 149+1⁄3   | 156    | 19       | 79   | 82    | 1.57 |
| 2000 | TOR  | 32   | 4    | 7    | 10.64  | 19   | 13   | 0    | 0    | 0    | 0    | 67+2⁄3    | 107    | 14       | 42   | 44    | 2.20 |
| 2001 | TOR  | 32   | 5    | 3    | 3.16   | 17   | 16   | 1    | 1    | 0    | 0    | 105+1⁄3   | 97     | 3        | 25   | 96    | 1.16 |
| 2002 | TOR  | 32   | 19   | 7    | 2.93   | 34   | 34   | 2    | 1    | 0    | 0    | 239+1⁄3   | 223    | 10       | 62   | 168   | 1.19 |
| 2003 | TOR  | 32   | 22   | 7    | 3.25   | 36   | 36   | 9    | 2    | 0    | 0    | 266       | 253    | 26       | 32   | 204   | 1.07 |
| 2004 | TOR  | 32   | 8    | 8    | 4.20   | 21   | 21   | 1    | 1    | 0    | 0    | 133       | 140    | 13       | 39   | 95    | 1.35 |
| 2005 | TOR  | 32   | 12   | 4    | 2.41   | 19   | 19   | 5    | 2    | 0    | 0    | 141+2⁄3   | 118    | 11       | 18   | 108   | 0.96 |
| 2006 | TOR  | 32   | 16   | 5    | 3.19   | 32   | 32   | 4    | 0    | 0    | 0    | 220       | 208    | 19       | 34   | 132   | 1.10 |
| 2007 | TOR  | 32   | 16   | 7    | 3.71   | 31   | 31   | 7    | 1    | 0    | 0    | 225+1⁄3   | 232    | 15       | 48   | 139   | 1.24 |
| 2008 | TOR  | 32   | 20   | 11   | 2.78   | 34   | 33   | 9    | 2    | 1    | 0    | 246       | 220    | 18       | 39   | 206   | 1.05 |
| 2009 | TOR  | 32   | 17   | 10   | 2.79   | 32   | 32   | 9    | 4    | 0    | 0    | 239       | 234    | 22       | 35   | 208   | 1.13 |
| 2010 | PHI  | 34   | 21   | 10   | 2.44   | 33   | 33   | 9    | 4    | 0    | 0    | 250+2⁄3   | 231    | 24       | 30   | 219   | 1.04 |
| 2011 | PHI  | 34   | 19   | 6    | 2.35   | 32   | 32   | 8    | 1    | 0    | 0    | 233+2⁄3   | 208    | 10       | 35   | 220   | 1.04 |
| 2012 | PHI  | 34   | 11   | 8    | 4.49   | 25   | 25   | 0    | 0    | 0    | 0    | 156+1⁄3   | 155    | 18       | 36   | 132   | 1.22 |
| 2013 | PHI  | 34   | 4    | 5    | 6.82   | 13   | 13   | 1    | 0    | 0    | 0    | 62        | 55     | 12       | 36   | 51    | 1.47 |
| 16年 | 16年 | 16年 | 203  | 105  | 3.38   | 416  | 390  | 67   | 20   | 3    | 1    | 2,749+1⁄3 | 2,646  | 236      | 592  | 2,117 | 1.18 |

### 特殊成就
- 入選明星賽：8次（2002年、2003年、2005年、2006年、2008年、2009年、2010年、2011年）[註 12]
- 賽揚獎：2次（2003年美聯、2010年國聯），為大聯盟史上第五位拿下兩聯盟賽揚獎的投手
- 勝投王：2次（2003年美聯、2010年國聯）
- 無安打比賽：1次（2010年10月6日）
- 完全比賽：1次（2010年5月29日）
- 美國國家棒球名人堂成員（2019年1月22日，第一輪獲選，得票率為85.41%）[註 13][11]

## 個人生活
哈勒戴和他的太太Brandy是耶穌基督後期聖徒教會的會員。在藍鳥主場比賽期間，哈勒戴和他的太太會邀請醫院生病的小孩進入"Doc's Box"。在和藍鳥的合約中，哈勒戴每年捐贈10萬美金給松鴉鳥關愛基金會（Jays Care Foundation）。哈勒戴因為常常幫助貧困的小孩，而獲得許多次Roberto Clemente Award的提名。休賽期間，哈勒戴和他的家人住在佛羅里達州的Odessa。遭逢意外逝世前，他和妻子育有2名子女。

## 外部連結
- 球員資訊和成績在MLB ，ESPN ，Retrosheet ，Baseball Reference ，Baseball Reference (Minors) ，Fangraphs ，The Baseball Cube （英文）

| 獎項               | 獎項            | 獎項               |
| ------------------ | --------------- | ------------------ |
| 前任： 貝瑞·齊托   | 美聯賽揚獎 2003 | 繼任： 尤漢·山塔納 |
| 前任： 蒂姆·林斯肯 | 國聯賽揚獎 2010 | 繼任： 克萊頓·克蕭 |